# Oxytropis monophylla
Oxytropis monophylla är en ärtväxtart som beskrevs av Valery Ivanovich Grubov. Oxytropis monophylla ingår i släktet klovedlar, och familjen ärtväxter. Inga underarter finns listade i Catalogue of Life.